# جون ويب (محامي)
جون ويب (بالإنجليزية: John Webb)‏ هو قاضي ومحامي ومحامي أمريكي، ولد في 18 سبتمبر 1926، وتوفي في 18 سبتمبر 2008.

## وصلات خارجية
- جون ويب على موقع إن إن دي بي (الإنجليزية)